# Alūksne (novads)
Alūksne (en letton : Alūksnes novads) est une municipalité de Lettonie, située dans la région de Vidzeme, dont le chef-lieu est Alūksne. 

## Géographie

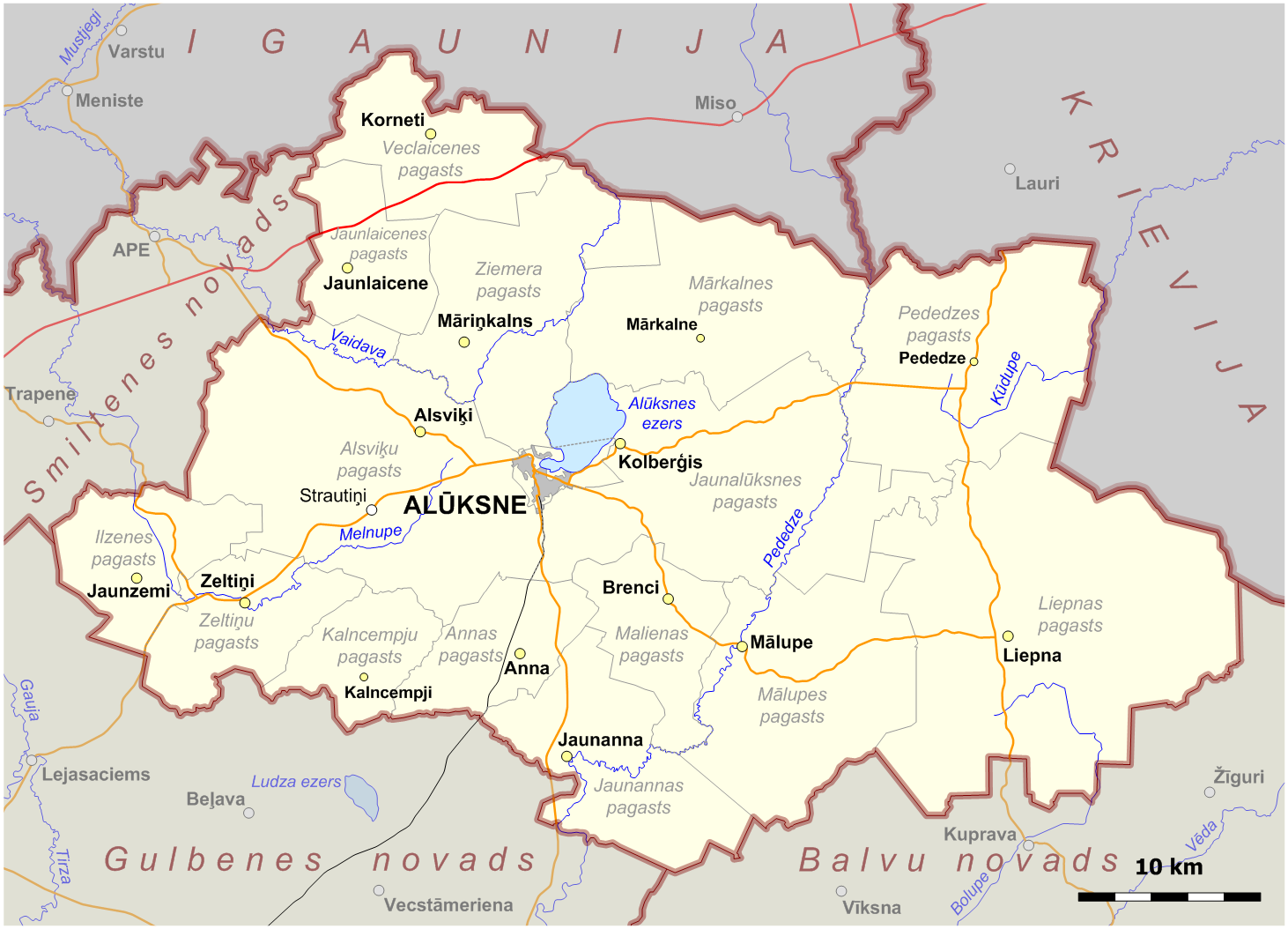
Carte de la municipalité d'Alūksnes.

La municipalité s'étend sur 1 697,58 km2 au nord-est du pays et est bordée par la frontière avec l'Estonie au nord et par la frontière avec la Russie à l'est. Son territoire est arrosé du nord au sud par la Pededze et par son affluent l'Alūksne.
La route A2 traverse le nord-ouest du territoire municipal.
Elle comprend la ville d'Alūksne, ainsi que les localités d'Alsviķi, Anna, Beja, Brenci, Jaunanna, Jaunlaicene, Jaunzemi, Kalncempji, Kolberģis, Korneti, Liepna, Maliena, Mālupe, Māriņkalns,  Mārkalne, Pededze, Strautiņi et Zeltiņi.

### Municipalités et territoires limitrophes
|          | Rõuge (Estonie) |                          |
| Smiltene | Alūksne         | Oblast de Pskov (Russie) |
|          | Gulbene         | Balvi                    |

## Histoire
La municipalité est créée le 1er juillet 2009 par la fusion de la ville d'Alūksne avec les paroisses d'Alsviķi, Anna, Ilzene, Jaunalūksne, Jaunanna, Jaunlaicene, Kalncempji, Liepna, Maliena, Mālupe, Mārkalne, Pededze, Veclaicene, Zeltiņi et Ziemeri, issues du district d'Alūksne, qui disparaît à la même date.

## Démographie
La population s'élevait à 19 558 habitants en 2010 et à 13 056 habitants en 2024.

## Politique et administration
La municipalité est dirigée par un conseil de quinze membres, élus pour un mandat de quatre ans. Les dernières élections ont eu lieu le 7 juin 2025.